# Fête des bouviers et des laboureurs de la Drôme
La fête des bouviers, aussi appelé fête des laboureurs, est une fête pratiquée dans une cinquantaine de communes de la vallée du Rhône, dans le département de la Drôme.
Depuis 2019, cette pratique est enregistrée à l'inventaire du patrimoine culturel immatériel en France, dans la catégorie : pratiques sociales, rituels ou événements festifs.

## Déroulement de la fête
La fête dure de deux à cinq jours entre janvier et avril. Son déroulement varie selon la cinquantaine de communes qui y participent qui sont situées dans le canton du Vercors, de la Drôme provençale et de la Drôme des collines. Dans plusieurs communes de la Drôme, la fête des bouviers avait lieu mais a disparu aujourd'hui dont à Grignan, à Valence, à Montélimar.
Le char du roi et de la reine ouvre le défilé sur plusieurs autres chars. Un aiguillon (pic qui servait à faire avancer le bétail) leur est remis. C'est devenu un emblème sur lequel le roi et la reine attache dessus leur écharpe. Il regroupe les écharpes des anciens rois et reines et est transmis chaque année par le couple royal aux successeurs.
Les moments forts de ces fêtes sont le corso et le banquet.
Le banquet est un repas entre tous les habitants qui souhaitent venir, de la commune où se déroule les festivités, et la commission. Ce repas est organisé le soir ou le lendemain du corso. Le banquet est le moment du détrônement ainsi que l'annonce des noms du futur couple présidentiel ou royal.
Le défilé des chars, appelé aussi « corso » ou « corso fleuri » est un évènement principal qui attire les spectateurs. Le corso se déroule dans les rues des communes les jours de fête, notamment le dimanche. C'est le moment pour les participants de révéler les chars façonnés durant plusieurs mois. Les chars qui paradent sont accompagnés de fanfares pour défiler et animer les festivités.

## Les pratiques culinaires

### Les bugnes

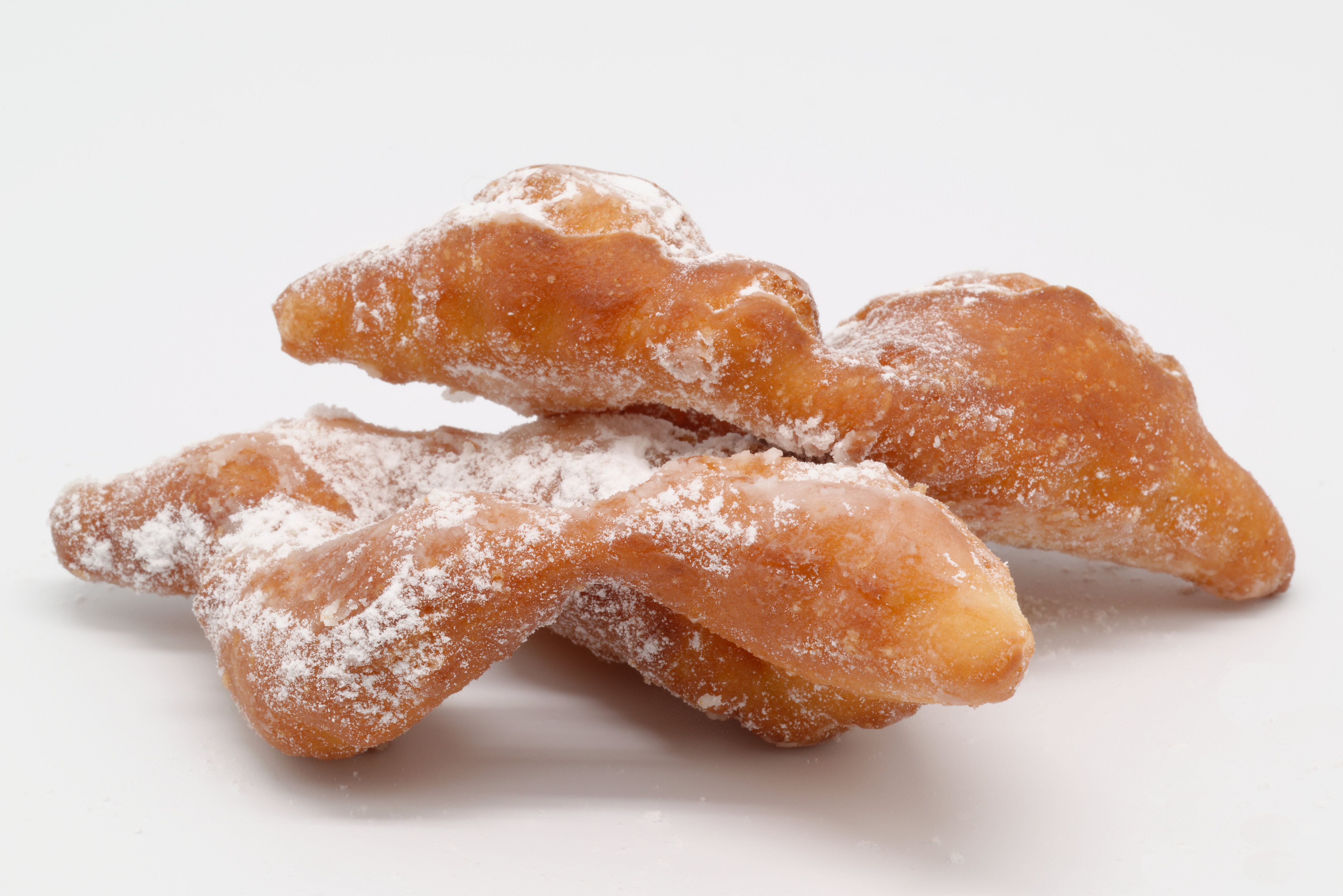
Deux bugnes

La fête des bouviers et des laboureurs est marquée par la réalisation de bugnes, spécialité culinaire de la famille des beignets recouverte de sucre glace. C'est une pâtisserie répandue dans la Vallée du Rhône, le Forez, le Dauphiné, la Vallée d'Aoste, en Franche-Comté, en Auvergne et en Savoie. Cette spécialité est mangée dans les fêtes des bouviers et des laboureurs. 
Elle est ainsi distribuée et dégustée chez les rois (présidents) à Fauconnières. Dans la commune de Loriol, les bugnes sont distribuées pendant les vœux du roi le 1er janvier. Ce plat traditionnel est fabriqué en grande quantité, c'est un moment de convivialité permettant de rassembler les habitants

### La marquisette
Certaines communes préparent une boisson alcoolisée appelée la marquisette, présente dans le sud-est de la France. Sa composition varie selon les lieux mais elle peut être composée de vin blanc, de limonade, de sirop de sucre, de morceaux d'orange et de citron.

## Histoire

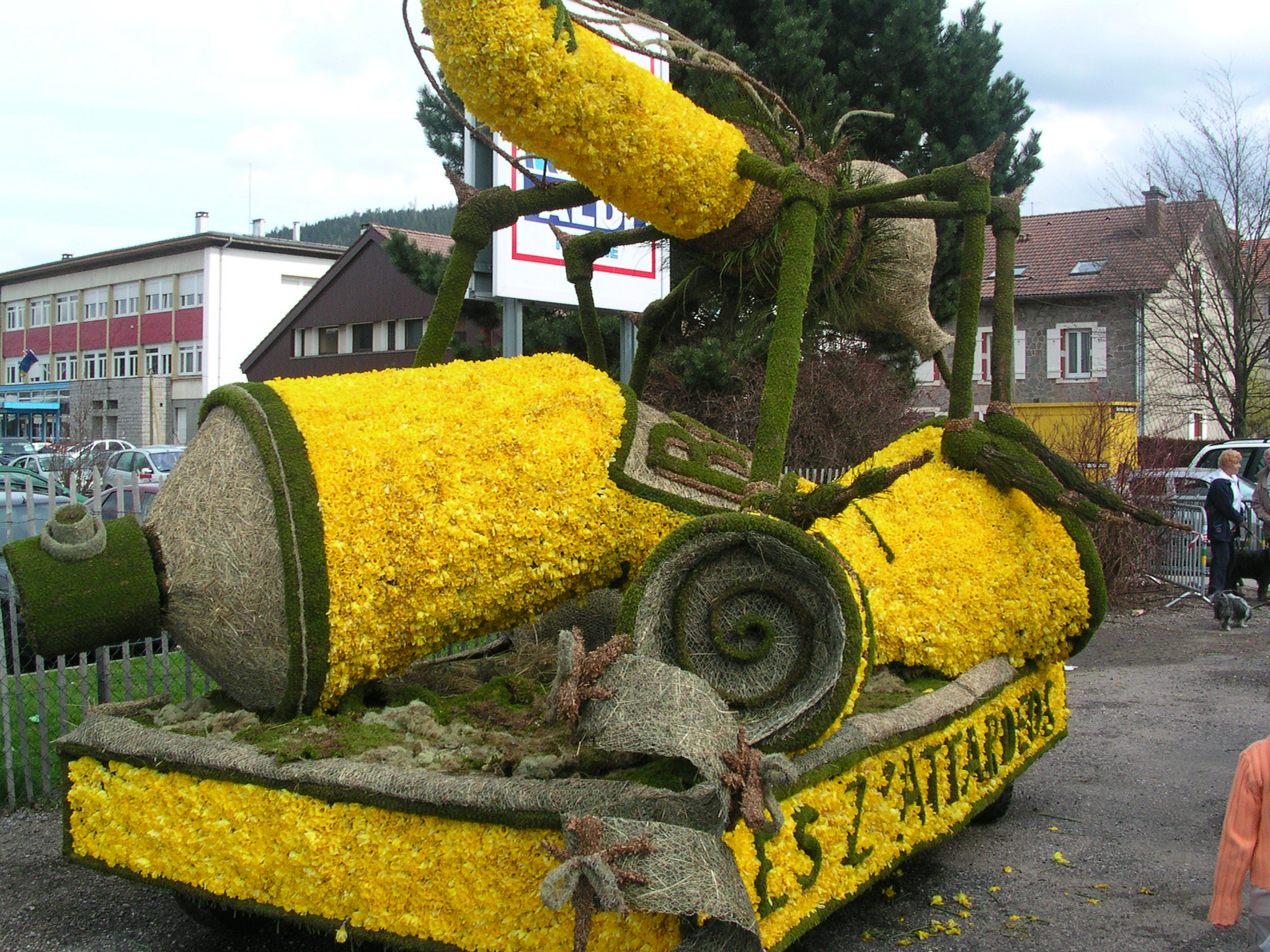
Exemple d'un char de parade.

À l'origine, cette fête se déroulait lorsque les agriculteurs étaient dans une période plus calme de leur activité. Ils défilaient avec des chars tirés par des bœufs. Désormais, ce sont les tracteurs qui ont pris le relais.
La fête des bouviers se nomme ainsi car « bouvier » était le nom qu'on donnait autrefois aux agriculteurs en charge de bœufs. En effet, ceux-ci utilisaient des bœufs pour mener à bien leurs tâches agricoles : labourer les terres.
À Loriol, c'est en 1922 qu'a lieu la première édition de la fête. Depuis, environ 10 000 spectateurs se sont retrouvés pour l'édition 2022, dans cette commune.

## Un patrimoine classé
Pour que la fête soit classée à l'Inventaire du patrimoine culturel immatériel en France, 7 comités des fêtes ont mené à bien ce projet : Montoison, Upie, Beaumont-Monteux, Fauconnières, Beaumont-lès-Valence, Loriol et Saint-Paul-lès-Romans. C'est ainsi qu'en 2019, cet évènement intègre cet inventaire.

## Commission
La fête est animée par une commission qui évolue chaque année. Chaque membre de la commission a un rôle, et monte en grade chaque année.
La composition de ces commissions varie selon les communes. On y trouve cependant des éléments communs, généralement un baron, un dauphin, un roi et un bacchus pour les communes ou, dans d'autres communes, un assesseur, un vice-président, un président et un bacchus.

### Royauté
La royauté, durant ces festivités, est composée de plusieurs étapes :
- La classe (appelés les classardes et classards) est la première participation aux festivités. Il s'agit de jeunes âgés de 18 ou 19ans (selon les communes), des villes et villages organisant cette fête. Auparavant, ce choix d'âge été fait en raison du service militaire. Ils doivent fabriquer leur propre char pour le corso.

- Le baron et la baronne sont choisis par le roi et la reine, ils ont pour rôle d'observer et d'apprendre des plus anciens membres de la commission (ils sont à année n-2 de devenir roi/reine)

- Le dauphin et la dauphine est la suite du parcours (à année n-1 de devenir roi et reine).

- Le roi et la reine (ou présidente et président) « règnent » durant toute une année (année n). Ils sont les représentants principaux de la fête et reçoivent chez eux des invités tout au long de l’année. Ils sont à la tête du défilé et sont choisi trois ou quatre ans avant l’année de leur « règne » et s'engagent à faire tout le parcours de la commission.

- Les bacchus ont été roi et reine l'année précédente (année n+1). Ce sont eux qui servent du vin aux participants et aux spectateurs.

Ces fonctions donnent lieu à des chars différents qui vont défiler lors du corso. Ces rôles (hormis pour la classe) sont effectués par un couple composé d'une femme et d'un homme, ce qui n'était pas le cas avant les années 1960-1970, où il s'agissait d'une commission entièrement masculine. Pour distinguer leur fonction, tous les membres de la commission portent une écharpe. L'écharpe de la présidente et du président et celle de la reine et du roi est tricolore (bleu, blanc, rouge). Cependant pour les autres fonctions, les couleurs varient selon les comités.